# Västanån
Västanån är ett bostadsområde i utkanten av Älvkarleby, vid Dalälvens västra strand. Från 2015 avgränsas här en småort, efter att tidigare ha ingått i Älvkarleby tätort. Byns areal har under århundradena minskats genom Dalälvens erosion. Enligt en karta i Sandéns bok sid 37 låg strandlinjen 1744 som längst ca 100 meter längre österut jämfört med idag. Erosionen har i senare tid hejdats genom omfattande stenskoningar.
I Västanån finns det ena av Älvkarlebys gravfält från yngre järnåldern, delvis förstört av ett grustag. 1719 brändes byn ner av ryssarna men stoppades vid byns södra ände för att tränga vidare och bränna ner Älvkarleö bruk. Rester av försvarsskansarna finns fortfarande kvar.

### Fotnoter
1. 1 2  Statistiska småorter 2023, befolkning, landareal, befolkningstäthet per småort, SCB, 28 november 2024, läs online.[källa från Wikidata]
2. ↑  Småorter 2015, SCB, 19 december 2016, läs online.[källa från Wikidata]
3. ↑  Kodnyckel för SCB:s statistiska tätorter och småorter - Koppling mellan gammalt och nytt kodsystem, SCB, 11 november 2021, läs online.[källa från Wikidata]
4. ↑  Förändringar i antalet småorter 2010-2015, Statistiska centralbyrån, 19 december 2016.